# Ampelmännchen
|                                           |  |  |
| Ampelmännchen als groen en als rood licht |  |  |

Das Ampelmännchen (Duits voor: "het verkeerslichtmannetje") is de Duitse benaming voor het figuurtje op verkeerslichten voor voetgangers, en in het bijzonder voor het ontwerp daarvan in de voormalige DDR. 
In tegenstelling tot andere landen, waar de verkeerslichtfiguren abstract en zakelijk getekend zijn, is het Oost-Duitse symbool veel speelser. Het is een kort mannetje met een hoed op. Het groene mannetje loopt met een opgeheven arm, het rode steekt zijn armen wijd uit. 

## Geschiedenis
De twee figuurtjes zijn in 1961 ontworpen door verkeerspsycholoog Karl Peglau. Het ontwerp van het mannetje was een onderdeel van een concept dat het hele verkeerslichtensysteem in de DDR met duidelijkere tekens veiliger moest maken. Na een lange strijd over de vormgeving van de verkeerslichten werd de Ampelmann pas in 1974 als standaard vastgelegd. Daarna werd het mannetje ook ingezet om de DDR-kinderen speels verkeersregels bij te brengen. Door de rol die de Ampelmännchen speelden in het televisieprogramma Verkehrskompaß, een verkeerseducatiemagazine voor kinderen, kregen ze pas echt een identiteit.

## Na de val van de muur
Na de val van de muur werd besloten dat verkeerstekens eenvormig moesten zijn en dus werden vanaf het midden van de jaren negentig de verkeerslichten omgebouwd naar de Europese standaard. In oktober 1996 richtten enkele ontwerpers een comité op met de naam Rettet die Ampelmännchen (Red de verkeerslichtmannetjes) en werden er veel Ampelmann-producten geproduceerd. In de souvenirwinkels in Berlijn is het Ampelmännchen populair: bijvoorbeeld op T-shirts, handdoeken, bekers, vlakgommetjes, stickers voor de wc-deur (zowel in een mannelijke en vrouwelijke vorm). De Ampelmännchen werden in zekere zin het symbool voor de manier waarop het Westen in het verenigde Duitsland de westerse cultuur oplegde.
De actiegroep had succes: het Oost-Duitse Ampelmännchen mocht blijven en er zijn er weer een groot aantal teruggeplaatst. Sindsdien heeft het Ampelmännchen een cultstatus bereikt en wordt het gezien als een stukje Ostalgie. 
In januari 2005 is men zelfs begonnen in het westelijk deel van Berlijn Ampelmännchen in de verkeerslichten te plaatsen, omdat deze veel makkelijker te herkennen zijn dan de traditionele mannetjes, maar vooral omdat het door de bevolking gewaardeerd wordt. Het is dus niet meer mogelijk aan de verkeerslichten te zien aan welke kant van de voormalige muur men zich bevindt. Sinds 2019 worden beide mannetjes naar willekeur in de Berlijnse verkeerslichten aangetroffen. Ook elders in het Westen, onder andere in Hückeswagen, Saarbrücken en Esslingen am Neckar kan men het Oost-Duitse figuurtje aantreffen.

## Vrouwelijke variant

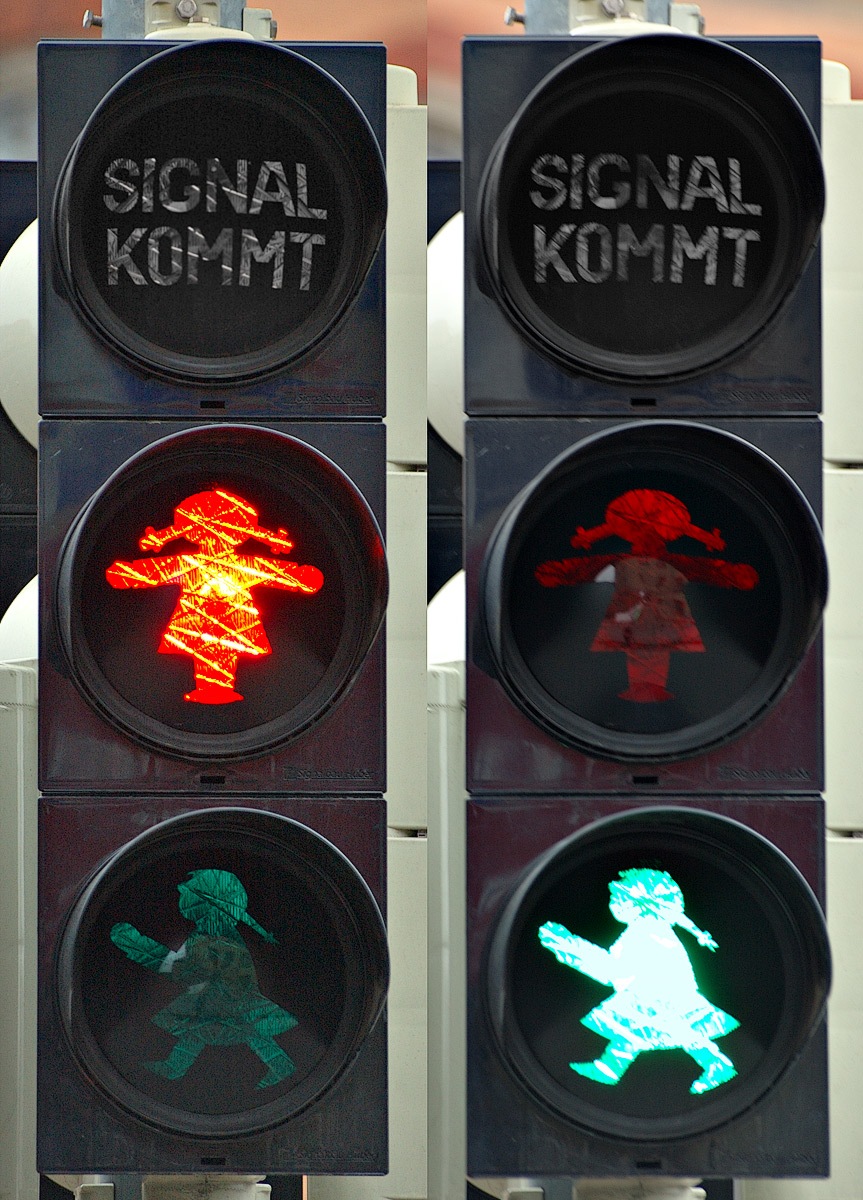
Ampelmädchen in Zwickau, Duitsland

Sinds november 2004 is er ook een vrouwelijke variant, het Ampelmädchen, een meisje met vlechtjes en een rokje. De Duitse stad Zwickau had de primeur, maar in Amersfoort zag men al eerder een vrouw op de voetgangerslichten die Sofie werd genoemd. Het Duitse Ampelmädchen lijkt niet op Sofie, maar is eerder het vrouwelijke evenbeeld van het Ampelmännchen. 
Volgens de producent van de verkeerslichten heeft dit meisje niets met emancipatie te maken, maar laat dit figuurtje meer licht door. Na een testperiode van drie maanden is het gebruik van het meisje overal in Duitsland toegestaan, waarna ook Dresden direct is overgegaan op de vrouwelijke figuur.

## Scheepvaart
Ampelmann is ook de naam van een in Nederland ontwikkelde machine die het mogelijk moet maken bij ruw weer over te stappen van een schip op een boorplatform of windmolen. De machine is genoemd naar het Duitse verkeerslichtmannetje, omdat beide het oversteken veiliger maken. De Ampelmann is een platform op hydraulische zuilen. Hij volgt de bewegingen van het schip en beweegt automatisch in tegengestelde richting, zodat de Ampelmann stilstaat ten opzichte van de zeebodem.